# 4 (cifră)
Patru este o cifră notată în scrierea arabă 4 sau romană IV, este un număr compus, par, pozitiv, harshad, număr Smith. Cifra patru se află în șirul crescător de numere naturale între cifra 3 și cifra 5, după valoare. 
Este primul număr compus.

## Istorie
Reprezentarea cifrelor 1, 2 și 3, cu atât de multe linii ca și valoarea cifrei este rezonabilă, dar la 4, notarea cu patru linii este obositoare. Indienii Brahmin au simplificat cifra 4 prin unirea a patru linii într-o cruce, care seamănă cu semnul plus modern. Hindușii ar fi adăugat o linie orizontală în partea de sus a figurii, Pallava și Kshatrapa au îmbunătățit simbolul până la punctul în care viteza de scriere era corectă. La arabi, 4 are încă conceptul principal al crucii, dar pentru a menține viteza de scriere, liniile se unesc într-o buclă de conectare la capătul din stânga în partea de sus. Europenii au îndepărtat curba finală și, treptat, au făcut o figură mai puțin cursivă, care se încheie cu un simbol care ar fi putut fi îmbunătățit mult mai simplu decât drumul pe care îl luase: pur și simplu luarea crucii brahmanilor și adăugarea unei linii pentru a conecta capetele din stânga și de sus.
În timp ce 4 este folosit în formă ascendentă în cele mai multe fonturi moderne, în caractere de text cu cifre caracterul are de obicei varianta descendentă, ca, de exemplu, în .

## Lista calculelor de bază
| înmulțire                 | 1 | 2 | 3  | 4  | 5  | 6  | 7  | 8  | 9  | 10 |  | 11 | 12 | 13 | 14 | 15 | 16 | 17 | 18 | 19 | 20 |  | 21 | 22 | 23 | 24 | 25  |  | 50  | 100 | 1000 |
| ------------------------- | - | - | -- | -- | -- | -- | -- | -- | -- | -- |  | -- | -- | -- | -- | -- | -- | -- | -- | -- | -- |  | -- | -- | -- | -- | --- |  | --- | --- | ---- |
| {\displaystyle 4\times x} | 4 | 8 | 12 | 16 | 20 | 24 | 28 | 32 | 36 | 40 |  | 44 | 48 | 52 | 56 | 60 | 64 | 68 | 72 | 76 | 80 |  | 84 | 88 | 92 | 96 | 100 |  | 200 | 400 | 4000 |

| împărțire               | 1    | 2   | 3                                 | 4 | 5    | 6                                 | 7                                      | 8   | 9                                 | 10  |  | 11                                 | 12                                | 13                                     | 14                                     | 15                                 | 16   |
| ----------------------- | ---- | --- | --------------------------------- | - | ---- | --------------------------------- | -------------------------------------- | --- | --------------------------------- | --- |  | ---------------------------------- | --------------------------------- | -------------------------------------- | -------------------------------------- | ---------------------------------- | ---- |
| {\displaystyle 4\div x} | 4    | 2   | {\displaystyle 1.{\overline {3}}} | 1 | 0.8  | {\displaystyle 0.{\overline {6}}} | {\displaystyle 0.{\overline {571428}}} | 0.5 | {\displaystyle 0.{\overline {4}}} | 0.4 |  | {\displaystyle 0.{\overline {36}}} | {\displaystyle 0.{\overline {3}}} | {\displaystyle 0.{\overline {307692}}} | {\displaystyle 0.{\overline {285714}}} | {\displaystyle 0.2{\overline {6}}} | 0.25 |
| {\displaystyle x\div 4} | 0.25 | 0.5 | 0.75                              | 1 | 1.25 | 1.5                               | 1.75                                   | 2   | 2.25                              | 2.5 |  | 2.75                               | 3                                 | 3.25                                   | 3.5                                    | 3.75                               | 4    |

| Ridicare la putere      | 1 | 2  | 3  | 4   | 5    | 6    | 7     | 8     | 9      | 10      |  | 11      | 12       | 13       |
| ----------------------- | - | -- | -- | --- | ---- | ---- | ----- | ----- | ------ | ------- |  | ------- | -------- | -------- |
| {\displaystyle 4^{x}\,} | 4 | 16 | 64 | 256 | 1024 | 4096 | 16384 | 65536 | 262144 | 1048576 |  | 4194304 | 16777216 | 67108864 |
| {\displaystyle x^{4}\,} | 1 | 16 | 81 | 256 | 625  | 1296 | 2401  | 4096  | 6561   | 10000   |  | 14641   | 20736    | 28561    |

## Grafică actuală
Grafica actuală e redată în tabelul următor:
| Alfabet    | Cifră      | Alfabet  | Cifră | Alfabet   | Cifră | Alfabet  | Cifră |
| ---------- | ---------- | -------- | ----- | --------- | ----- | -------- | ----- |
| Chineză    | 四，亖，肆 | Arabă    | ۴     | Bengali   | ৪     | Coreeană | 사    |
| Devanagari | ४          | Gujarati | ૪     | Gurmukhî  | ੪     | Kannara  | ೪     |
| Khmer      | ໔          | Latină   | 4     | Malayalam | ൪     | Oriya    | ୪     |
| Tamoul     | ௪          | Télugu   | ౪     | Thai      | ๔     | Tibetană | ༤     |

 ortografia numărului 4 pe un afișaj cu 7 segmente.
 scris de mână.
În codul morse cifra 4 se scrie « ····- ».

## În religie
- Patru Nobile Adevăruri (budism)
  - Dukkha - Nobilul Adevăr al Suferinței
  - Samudaya - Nobilul Adevăr al Cauzei Suferinței
  - Nirodha - Nobilul Adevăr al Încetării Suferinței
  - Magga - Nobilul Adevăr al Căii care duce la Încetarea Suferinței
- 4 elemente: foc, apă, aer și pământ (budism)
- Cei patru Evangheliști: Matei, Marcu, Luca și Ioan. (creștinism)
- În Puruṣārtha există patru obiective ale vieții umane: Dharma, Artha, Kama, Moksha. (hinduism)
- Există patru cărți în Islam: Tora, Zaboor, Injeel, Coran
- Chinezii, vietnamezii, coreenii și japonezii sunt superstițioși în legătură cu numărul patru, pentru că, în limbile lor, este un omonim pentru "moarte".

## În știință
- Patru planete terestre (sau stâncoase) în sistemul solar: Mercur, Venus, Pământ, Marte.
- Patru planete gigant (gazoase) din sistemul solar: Jupiter, Saturn, Uranus, Neptun.
- Patru dintre sateliții lui Jupiter (sateliții galileeni) sunt ușor vizibili de pe Pământ: Io, Europa, Ganymede și Callisto.
- Inima mamiferelor are patru camere.
- Există patru stări principale de agregare ale materiei: solid, lichid, gaz, și plasmă.

## Alte domenii
- După 4 ani de căsătorie este aniversată nunta de pânză sau nunta de flori.[7]

## În cultura populară
- În serialul TV LOST: Naufragiații, 4 este unul dintre cele 6 numere recurente (4, 8, 15, 16, 23, 42) care apar frecvent pe tot parcursul emisiunii.